# بییاتوئلدا
بییاتوئلدا (به اسپانیایی: Villatuelda) یک شهرستان در اسپانیا است.

## خصوصیات
بییاتوئلدا ۱۵٫۳۰ کیلومترمربع مساحت و ۶۲ نفر جمعیت دارد.